# 33940 Morgado
33940 Morgado este o planetă minoră (asteroid), cu un diametru de 6,577 km, din centura de asteroizi. A fost descoperită pe 1 iunie 2000 la Stația Anderson Mesa de Lowell Observatory Near-Earth-Object Search. 
Obiectul prezintă o orbită caracterizată de o semiaxă mare de 2,4579016 UAi, o excentricitate de 0,16, o înclinație de 4,72981 ° în raport cu ecliptica.